# Ретикулярные волокна
Ретикулярные волокна или ретикулин — термин, обозначающий соединительную ткань, состоящую из коллагена III типа. Ретикулярные волокна формируют ретикулин, то есть сеть, которая составляет основу для ряда мягкотканных органов, таких как печень, костный мозг, органы и ткани лимфатической системы.

## История изучения
Впервые термин был предложен в 1892 году М. Зигфридом. На сегодняшний день термином ретикулин обозначают только волокна, состоящие из коллагена III типа. В историческом аспекте под термином ретикулярные волокна иногда подразумевались фибриллы базальной мембраны и эмбриональной соединительной ткани.

## Структура
Ретикулярные волокна входят в состав ретикулярной ткани. Состоят из фибрилл различного диаметра и заключены в гомогенное плотное межклеточное вещество. В центре расположены фибриллы диаметром 20—50 нм, по периферии — 10 мм. Ретикулярные волокна всегда окутаны цитоплазмой ретикулярных клеток. Наиболее развита сеть ретикулярных волокон в лимфатических узлах.
Ретикулярные волокна состоят из коллагена III типа и неколлагенового компонента представленного аморфным веществом с выраженными иммуногенными свойствами. Оно состоит из белков (~90—92 %), углеводов (~4 %) и липидов (~4 %).